# Musée de l'ostrobothnie du nord

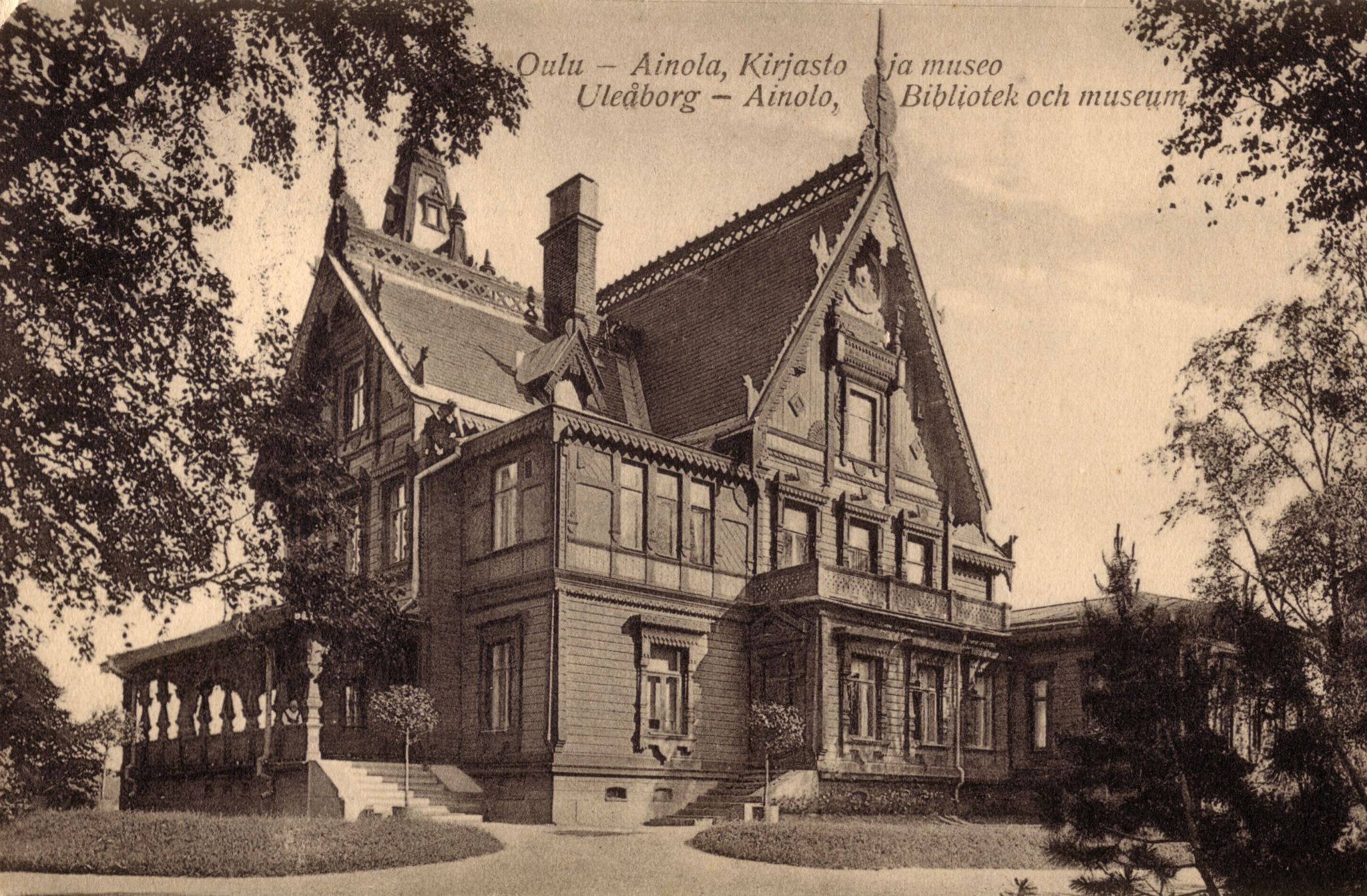
La villa Ainola ancien bâtiment du musée

Le Musée de l'ostrobothnie du nord (finnois : Pohjois-Pohjanmaan museo) est un musée situé dans le parc des îles Hupisaaret du quartier de Myllytulli au centre de la ville d'Oulu en Finlande.

## Histoire
Le musée est fondé en 1896. Il appartient à une association qui le cède en 1969 à la ville de Oulu.
De 1911 à 1929, le musée était hébergé dans la villa Ainola qui est détruite le 9 juillet 1929 par un incendie avec une partie des collections.
Le bâtiment actuel est conçu par Oiva Kallio et sa construction se termine en 1931.

## Collections
Le musée est spécialisé dans l'histoire culturelle de la ville d'Oulu et de la région de l'ostrobothnie du nord. Les expositions sur ce thème occupent tous les étages à l'exception du rez-de-chaussée.
Le rez-de-chaussée sert aux expositions temporaires, à une exposition pour les enfants et présente une maquette du centre-ville d'Oulu dans les années 1938 avant les bombardements de la Seconde Guerre mondiale.
L'exposition pour les enfants est basée sur les livres de Mauri Kunnas.

## liens externes
- Musée de l'ostrobothnie du nord

## Galerie

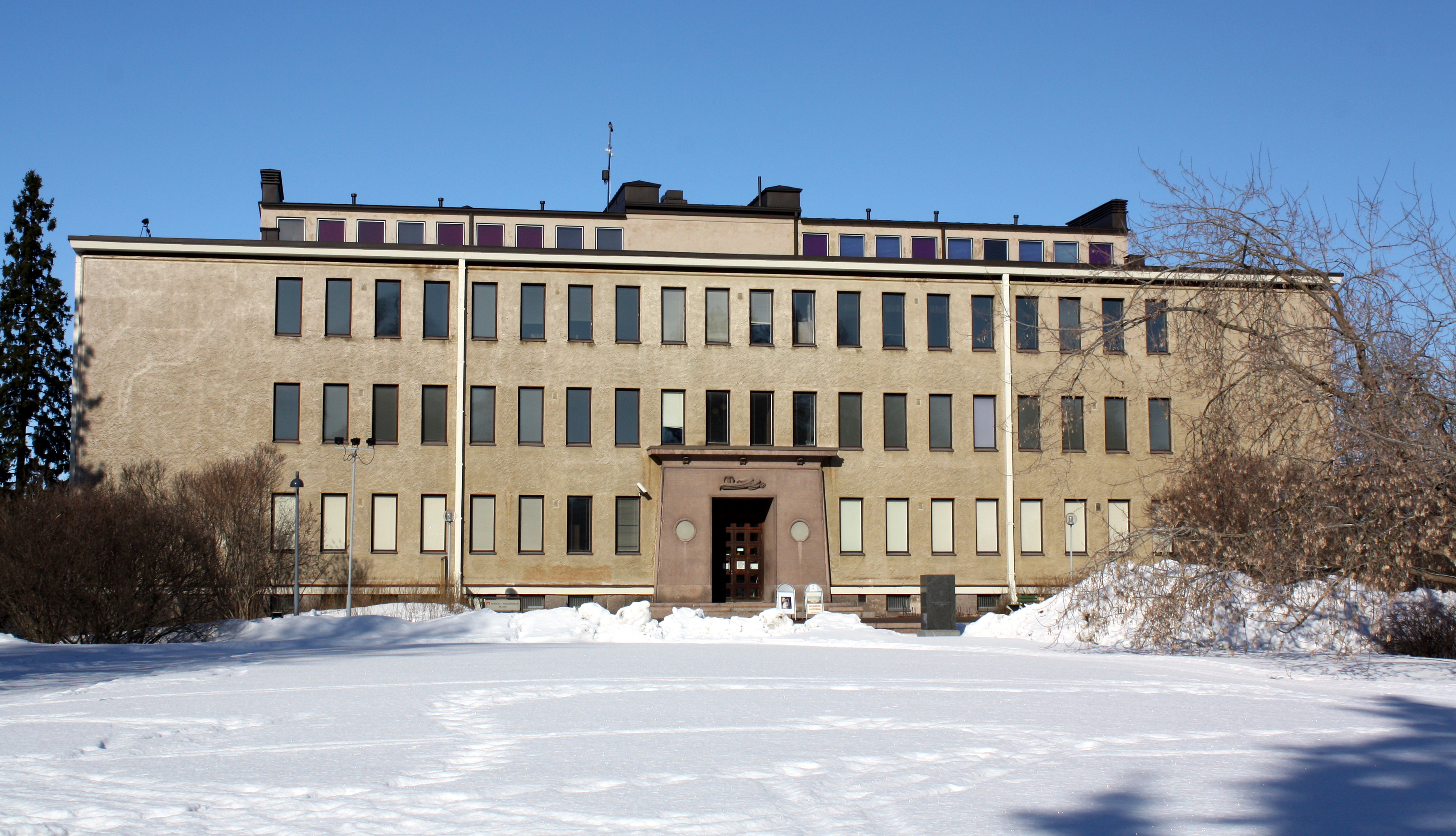
Musée de l'ostrobothnie du nord.
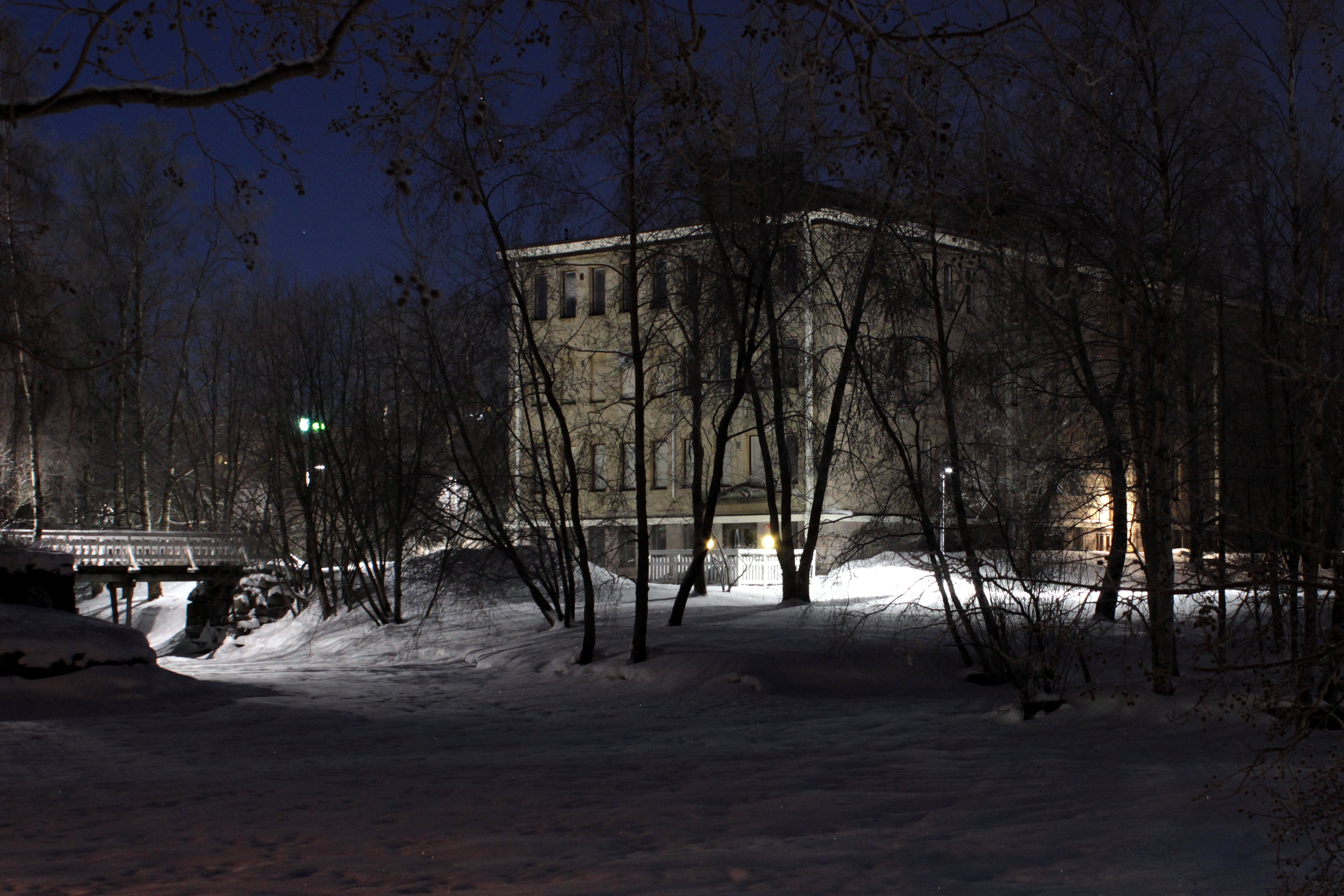
Musée de l'ostrobothnie du nord.
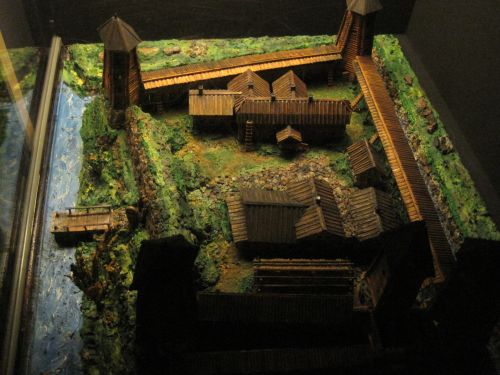
Maquette du château d'Oulu.
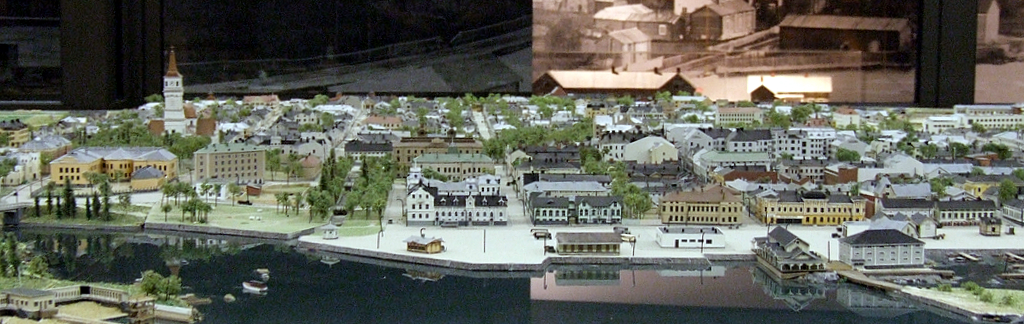
Maquette du centre-ville d'Oulu.